# Allah kertje
Az Allah kertje (eredeti cím: The Garden of Allah)  1936-ban bemutatott szentimentális film. Rendezője  Richard Boleslawski, a producer David O. Selznick volt. Főszerepben Marlene Dietrich és Charles Boyer.
A történet Robert S. Hichens The Garden of Allah című 1905-ös regénye alapján íródott. A regényt e film előtt már kétszer megfilmesítették, először egy 1916-os némafilmben, majd 1927-ben.
Ez volt a második olyan film, amit a Technicolor három-sávos eljárásával készítettek, amit tiszteletbeli Oscar-díjjal jutalmaztak.

## Cselekménye
Egy Észak-Afrikában lévő, örök némaságot fogadott szerzetesek trappista kolostorának vezetője egy francia katonatisztnek dicsekszik azzal a különleges likőrrel, amit generációk óta a kolostorban készítenek, melynek receptjét mindig csak egyetlen ember ismeri. Jelenleg ez az ember Antoine testvér.
Váratlanul hozzák a hírt, hogy Antoine testvér Boris Androvski (Charles Boyer)  észrevétlenül otthagyja társait és a civil életbe menekült.
Domini Enfilden (Marlene Dietrich), apja halála után meglátogatja azt a zárdát (egy európai nagyváros közelében), ahol gyermekkorát töltötte. A főnővér tanácsára Észak-Afrikába utazik, hogy a végtelen sivatagban megnyugvást találjon.
Androvski és Domini találkoznak a vonaton (de egy szót sem szólnak egymáshoz), majd egy táncos mulatóban is, ahol a nőnek feltűnik a bánatos, szótlan férfi. Néhány hetes ismerkedés és sivatagi kirándulás után egy helyi keresztény templomban összeházasodnak.  Ezután egy karavánnal útra kelnek a sivatagba. Előtte egy arab jövendőmondó a homokban olvasva boldogságot jósol Domininek, amit nagy szomorúság fog követni. Ő válaszul azt mondja, hogy a boldogság megéri, és nem akarja a szomorú részleteket megismerni.
Amikor egyik este tábort vernek egy rom közelében, a nő felmegy a romra egy fáklyával, hogy a sötétségben a férje könnyebben visszataláljon. A fényt egy francia járőrosztag is észreveszi, akik eltévedtek, és már három napja nem ittak vizet. Az asszony meghívja a tisztet vacsorára. Itt előkerül az a híres likőr, amit a tiszt a kolostorban is látott. Nem tudni, mi történik, de a tiszt váratlanul elhagyja a sátrat és hajnali indulást rendel az embereinek.
Anteoni gróf is meglátogatja a párt (vele korábban egy oázisban találkoztak), és kérdéseivel rávezeti a nőt, hogy a férje az a szerzetes, aki megszegte istennek tett fogadalmát és elszökött a kolostorból. Boris bevallja feleségének, hogy boldogan élt a kolostorban, de arra is vágyott, hogy megismerje a külvilágot. Szerette a nőt, de most mégis visszatér a kolostorba és teljesíti fogadalmát.

## Szereposztás
| Szereplő                                              | Színész            | Magyar hang     |
| ----------------------------------------------------- | ------------------ | --------------- |
| Domini Enfilden                                       | Marlene Dietrich   | Kubik Anna      |
| Boris Androvski                                       | Charles Boyer      | Hegedűs D. Géza |
| Ferdinand Anteani gróf                                | Basil Rathbone     | Blaskó Péter    |
| Roubier atya                                          | C. Aubrey Smith    | Selmeczi Roland |
| Batus, Domini arab szolgája                           | Joseph Schildkraut | N/A             |
| Sand Diviner, arab jövendőmondó, aki a homokból jósol | John Carradine     | Németh Gábor    |
| De Trevignac kapitány                                 | Alan Marshal       | Végh Péter      |
| Josephine anya, főnővér                               | Lucile Watson      | N/A             |
| Hadzs, Batus együgyű rokona                           | Henry Brandon      | N/A             |
| Irena                                                 | Tilly Losch        | Tímár Éva       |

## Megjelenése
A film DVD-n 2004. október 19-én jelent meg, helyreállított képminőséggel.

## Bevételek
A film költségvetése eredetileg 1,6 millió dollár volt, amit becslések szerint 370 000 dollárral túllépett, és nagyjából ennyi volt a film vesztesége a mozipénztáraknál.

## Díjak, jelölések
elnyert díj
- 1937, tiszteletbeli Oscar-díj (Honorary Award) a színes technika alkalmazásáért – W. Howard Greene, Harold Rosson

jelölés
- 1937, Oscar-díj „legjobb rendezőasszisztens” – Eric Stacey
- 1937, Oscar-díj „legjobb zene” – Max Steiner

## Forgatási helyszínek
- Algodones dűnék (Buttercup, Imperial County, Kalifornia, USA)
- Buttercup Valley, Kalifornia
- Yuma (Arizona, USA)

A sivatagos helyszíneken napközben csak délelőtt tudtak forgatni, mert délutánra annyira felforrósodott, hogy képtelenség volt dolgozni.

## Érdekesség
A filmben az hangzik el, hogy egy arab mondás szerint „a sivatag Allah kertje”.

## Fordítás
- Ez a szócikk részben vagy egészben  a   The Garden of Allah (1936 film) című angol Wikipédia-szócikk fordításán alapul.  Az eredeti cikk szerkesztőit annak laptörténete sorolja fel. Ez a jelzés csupán a megfogalmazás eredetét és a szerzői jogokat jelzi, nem szolgál a cikkben szereplő információk forrásmegjelöléseként.